# Kanarang
Il kanārang era un titolo unico dell'esercito sasanide, attribuito al comandante della provincia di frontiera più nordorientale dell'Impero sasanide, la provincia di Abarshahr, che includeva le città di Tus, Nishapur e Abiward). 
Nelle fonti bizantine, il termine è reso con chanaranges (in greco: χαναράγγης) e spesso utilizzato, ad esempio da Procopio, al posto del nome effettivo del detentore.
Il titolo era utilizzato in alternativa al più consueto Marzbān, che era detenuto dagli altri "guardiani" della frontiera persiana. 
Come per gli altri marzbān, la carica era ereditaria. La famiglia che la deteneva (la famiglia Kanārangīyān) è attestata per la prima volta sotto il regno di Yazdegerd I (regno 399–421), ma si ritenne che discendesse da qualche dinastia pre-sasanide, più verosimilmente partica. 
Questa famiglia godette di un alto prestigio e di grande autorità nei territori di confine nordorientali dell'Impero sasanide, come testimoniato dalla descrizione gloriosa che ne fa il poeta Ferdowsi nell'opera Shahnameh.
La famiglia fu attiva fino alla fine del dominio sasanide. Un uomo di nome Kanāra, come riportato da fonti arabe, comandò la cavalleria leggera persiana nella decisiva battaglia di al-Qādisiyyah e suo figlio Shahrīyār bin Kanāra combatté valorosamente prima di essere ucciso.
Successivamente, si riporta che la famiglia fornì assistenza nella conquista musulmana del Khorasan da parte di Abdullah ibn Aamir, ottenendo in ricompensa il diritto di mantenere il controllo sulla provincia di Tus e su metà della provincia di Nishapur.

## Detentori noti del titolo
- Gushnaspdad, attestato negli anni 484–488[5]
- Adhurgunbadh, 488–541[6]
- Bahram, dal 541[7]